# Владислав Котвич
Владѝслав Ко̀твич (на полски: Władysław Kotwicz; на руски: Владислав Людвигович Котвич) е руско-полски езиковед алтаист, професор.
Той е преподавател в Петербургския и Лвовския универиситет, член е на Полската академия на знанията и член-кореспондент на Руската академия на науките (1923), председател на Полското дружество по ориенталистика (1922 – 1938), главен редактор на научното списание „Рочник Ориенталистични“.

## Трудове
- Лекции по грамматике монгольского языка (1902)
- Краткий обзор истории и современного политического положения Монголии (1914)
- Опыт грамматики калмыцкого разговорного языка (1915)
- Русские архивные документы по сношениям с ойратами в XVII-XVIII вв. (1919)
- Les pronoms dans les langues altaїques (1936)
- La langue mongole, parlée par les Ouigours Jaunes près de Kan-tcheou (1939)
- Gramatyki języka litewskiego w zarysie (1940)